# Libertas Præstantissimum
Libertas Præstantissimum est une encyclique émise par le pape Léon XIII le 20 juin 1888, qui concerne la liberté humaine.
Le pape réaffirme tout d'abord l'existence de la liberté naturelle, c'est-à-dire du libre arbitre, contre diverses hérésies déterministes ou fatalistes comme le manichéisme ou le jansénisme. Il rappelle que cette liberté est le propre de l'homme, « qui [a] l'usage de l'intelligence ou de la raison » le rendant capable de discerner « les raisons immuables et nécessaires du vrai et du bien », au contraire des animaux, qui « n'obéissent qu'aux sens et ne sont poussés que par l'instinct naturel à rechercher ce qui leur est utile ou à éviter ce qui leur serait nuisible ».
Léon XIII s'intéresse ensuite à ce qu'il a « directement en vue » dans cette encyclique, à savoir la liberté morale, « considérée soit dans les individus, soit dans la société ». Il rappelle ainsi, à la suite de saint Thomas d'Aquin, que la liberté naturelle, qui réside dans la volonté humaine, a, comme elle, pour objet un bien conforme à la raison. Il n'y a donc de liberté morale que dans le bien, choisir le mal étant une aliénation, « voilà pourquoi Dieu, la perfection infinie, qui, étant souverainement intelligent et la bonté par essence, est aussi souverainement libre, ne peut pourtant en aucune façon vouloir le mal moral ».
Chez l'homme cependant, la volonté comme l'intelligence sont faillibles et affaiblies par la concupiscence. Il fallait donc à la liberté humaine « une protection, il lui fallait des aides et des secours capables de diriger tous ses mouvements vers le bien et de les détourner du mal ». Le pape expose ainsi le rôle de la loi naturelle, qui « n'est autre chose que la loi éternelle, gravée chez les êtres doués de raison et les inclinant vers l'acte et la fin qui leur conviennent », loi éternelle qui « n'est elle-même que la raison éternelle du Dieu créateur et modérateur du monde ».
Pour affermir la volonté dans l'observance de la loi et la guider vers Dieu, « fin suprême vers laquelle doit aspirer la liberté humaine », Léon XIII détaille ensuite le rôle de la grâce qui, « en éclairant l'intelligence et en inclinant sans cesse vers le bien moral la volonté salutairement raffermie et fortifiée, rend plus facile à la fois et plus sûr l'exercice de notre liberté naturelle ». Soucieux, comme dans le cas du libre-arbitre, de distinguer la doctrine catholique des hérésies déterministes, le pape rappelle que la grâce n'annihile pas la liberté humaine, « car l'influence de la grâce divine atteint l'intime de l'homme et s'harmonise avec sa propension naturelle, puisqu'elle a sa source en celui qui est l'auteur et de notre âme et de notre volonté et qui meut tous les êtres d'une manière conforme à leur nature ».
Le pape applique ensuite les développements précédents aux sociétés humaines, « car ce que la raison et la loi naturelle font pour les individus, la loi humaine promulguée pour le bien commun des citoyens l'accomplit pour les hommes vivant en société ». Il en conclut finalement que :

« Par sa nature donc et sous quelque aspect qu'on la considère, soit dans les individus, soit dans les sociétés, et chez les supérieurs non moins que chez les subordonnés, la liberté humaine suppose la nécessité d'obéir à une règle suprême et éternelle ; et cette règle n'est autre que l'autorité de Dieu nous imposant ses commandements ou ses défenses ; autorité souverainement juste, qui, loin de détruire ou de diminuer en aucune sorte la liberté des hommes, ne fait que la protéger et l'amener à sa perfection, car la vraie perfection de tout être, c'est de poursuivre et d'atteindre sa fin : or, la fin suprême vers laquelle doit aspirer la liberté humaine, c'est Dieu. »

Dans le reste de l'encyclique, Léon XIII condamne plusieurs doctrines philosophiques ayant cours au XIXe siècle et s'opposant à la conception catholique des libertés civile et individuelle. Il cible particulièrement le libéralisme, qui introduit « dans les mœurs et la pratique de la vie les principes posés par les partisans du naturalisme », et condamne tout rationalisme, défini comme « la domination souveraine de la raison humaine, qui, refusant l'obéissance due à la raison divine et éternelle, et prétendant ne relever que d'elle-même, ne se reconnaît qu'elle seule pour principe suprême, source et juge de la vérité ».
Il rappelle alors les rapports que doivent entretenir, selon la doctrine catholique, l'Église et l'État, ce qui était plus proprement le sujet de sa précédente encyclique Immortale Dei. Il reconnaît la légitimité du régime démocratique et « la tolérance à l'égard de certaines choses contraires à la vérité et à la justice, en vue d'un mal plus grand à éviter ou d'un bien plus grand à obtenir ou à conserver ». Il détaille enfin, et condamne, dans leur version radicale, « les diverses sortes de libertés que l'on donne comme des conquêtes de notre époque », à savoir la liberté des cultes, la liberté de la presse, la liberté d'enseignement et la liberté de conscience.